# Lavelsloh
Lavelsloh ist ein Ortsteil des Fleckens Diepenau in der Samtgemeinde Uchte im niedersächsischen Landkreis Nienburg/Weser.

## Geografie
Lavelsloh liegt in der südwestlichen Ecke des Landkreises Nienburg/Weser, 14 km südwestlich vom Kernort Uchte entfernt. Die Grenze zum Bundesland Nordrhein-Westfalen ist nach Westen 1,5 km und nach Süden 3 km entfernt. Die Kreisstadt Nienburg/Weser liegt nordöstlich in 40 km Entfernung.

## Infrastruktur

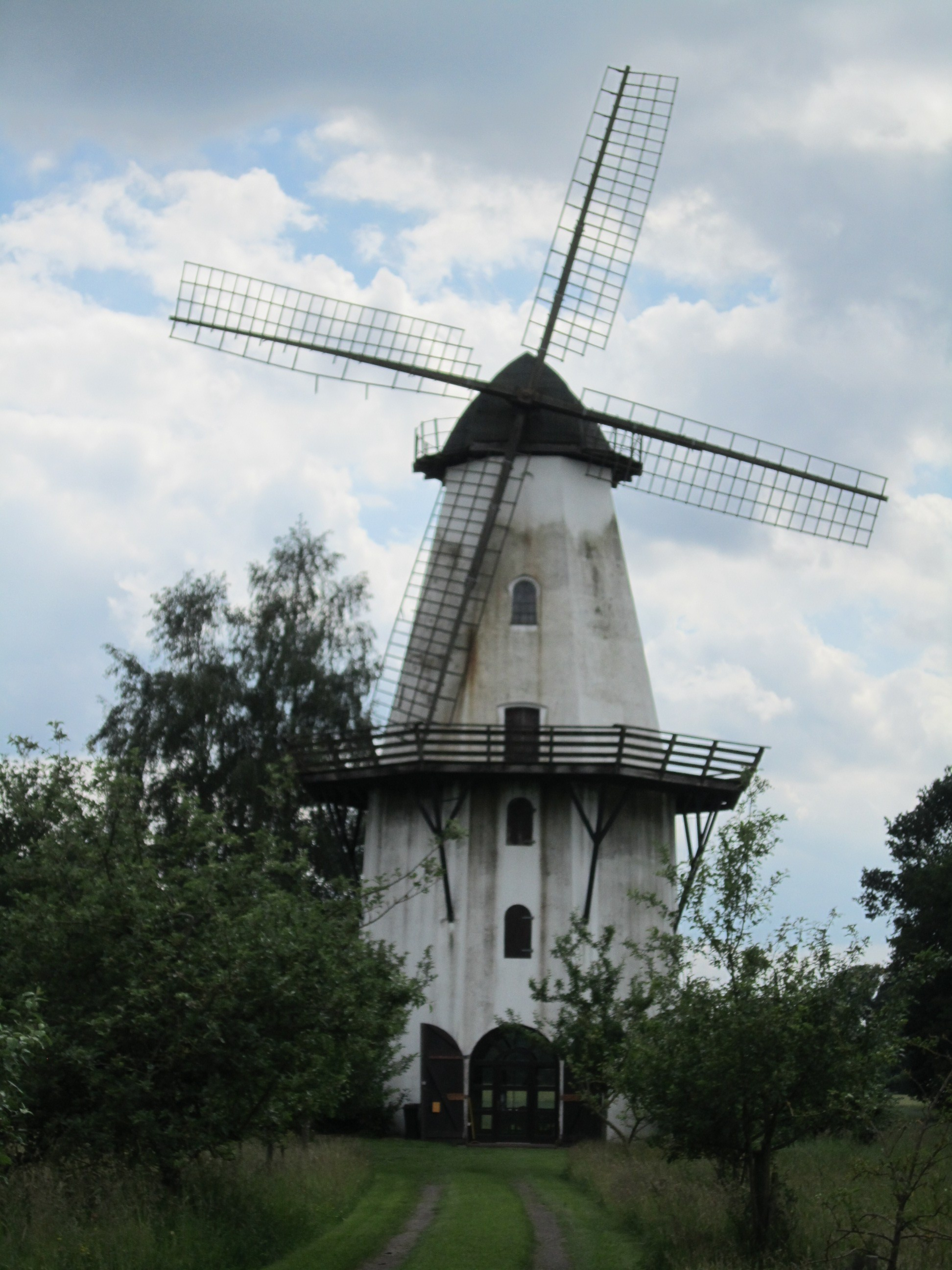
Die Windmühle Lavelsloh

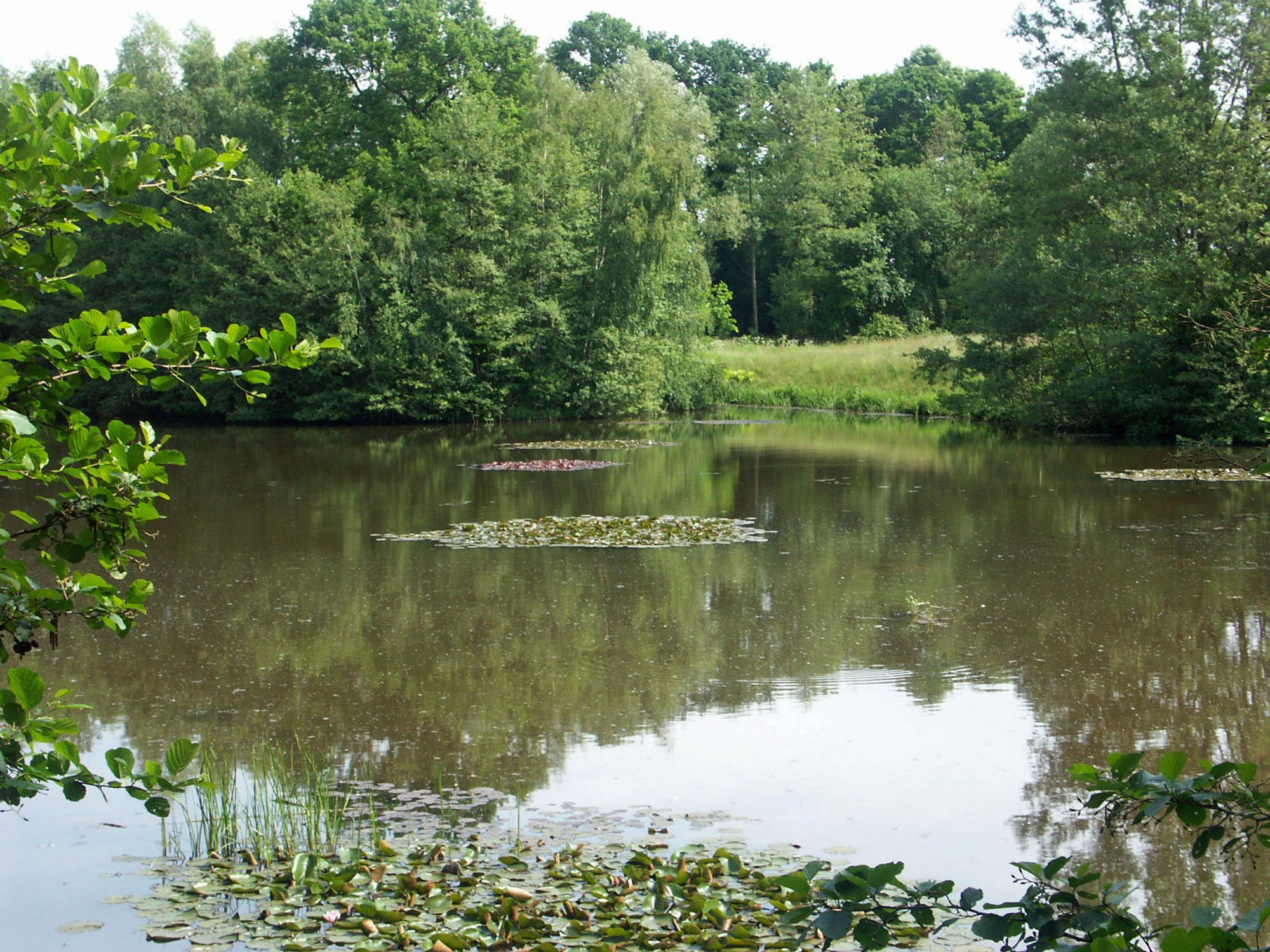
Der Landschaftssee Lavelsloh

### Sehenswürdigkeiten
- Daniels-Kirche von 1640
- Jüdischer Friedhof Lavelsloh
- Historischer Bahnhof (Hochzeitsbahnhof)
- Maringen Diek (Landschaftssee)
- Windmühle Lavelsloh
- Enercon E-126, die zwischenzeitlich leistungsstärkste Windkraftanlagentyp der Welt (Nennleistung 7,5 MW)

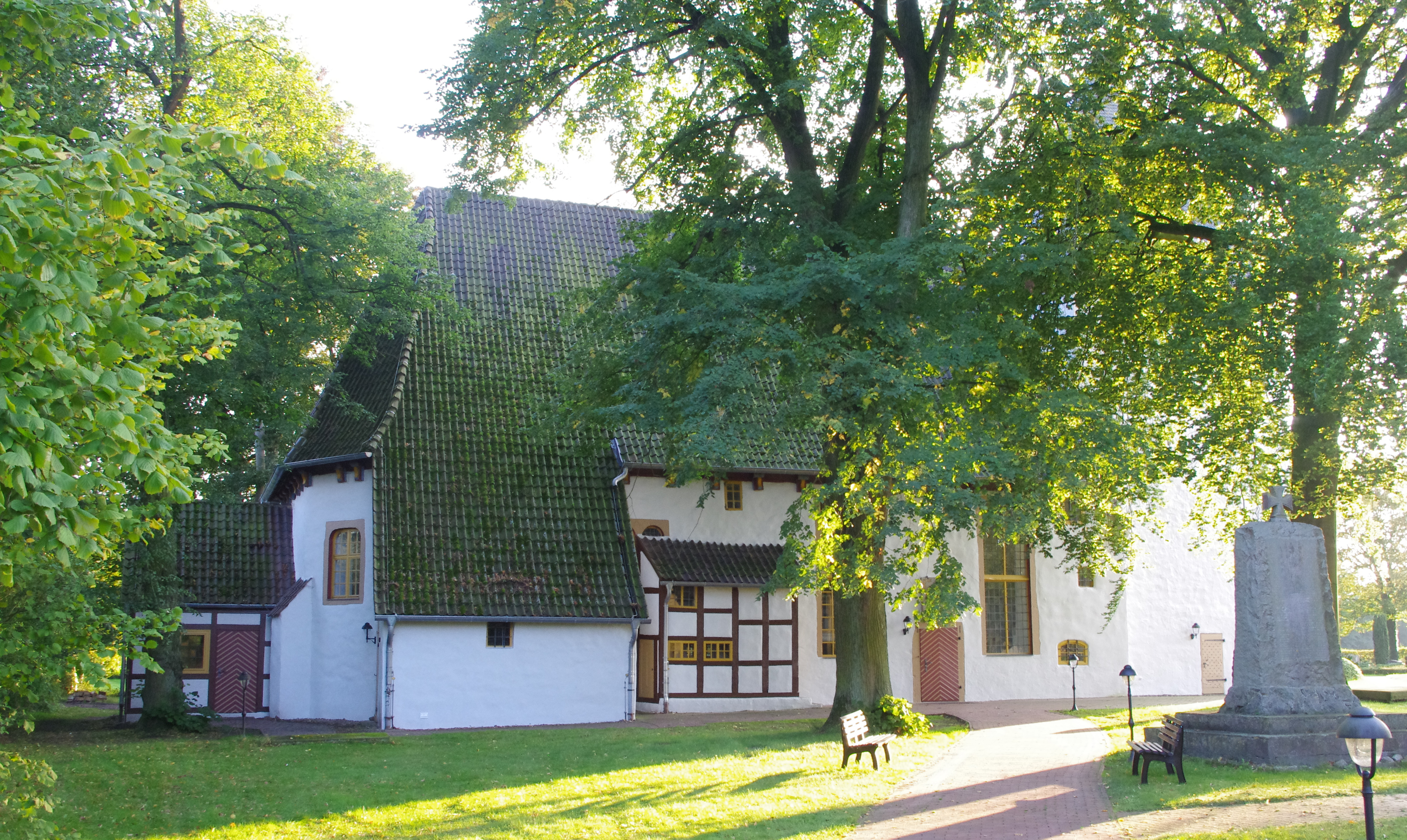
Daniels-Kirche, Blick von Norden

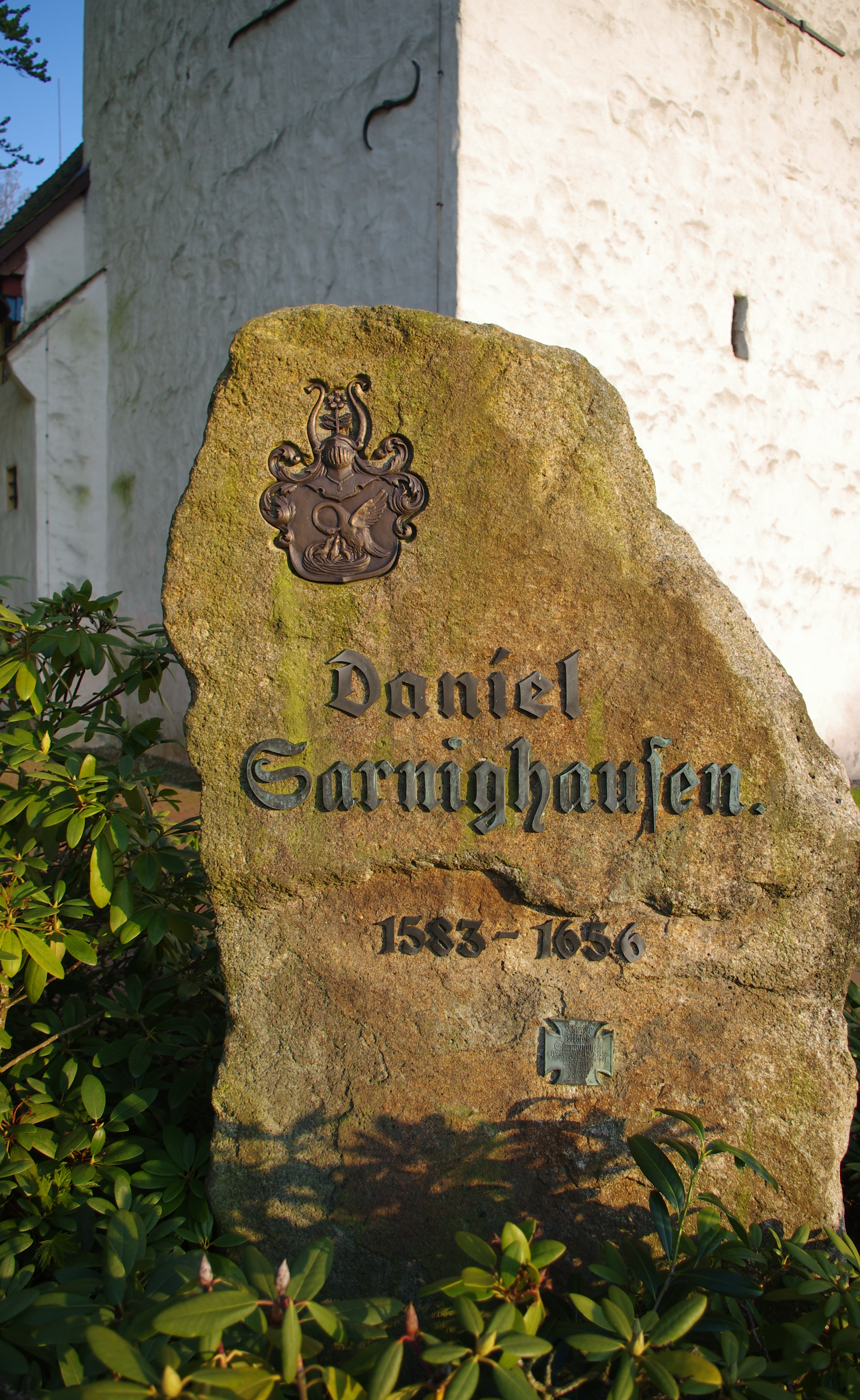
Gedenkstein für Pastor Daniel Sarninghausen

### Daniels-Kirchengemeinde
Zur Daniels-Kirchengemeinde mit der Daniels-Kirche sowie dem Gemeindehaus in Lavelsloh gehören rund 2.000 Gemeindeglieder in den Ortschaften Bohnhorst, Bramkamp, Diepenau und Lavelsloh. Als wichtige Gruppen innerhalb der Gemeinde sind vor allem der Posaunenchor und der Chor kreuz+quer zu nennen, die beide über die Ortsgrenzen hinweg bekannt sind. Mittlerweile hat sich auch ein Kinderchor zusammengetan, der aus rund 25 Kindern besteht. Der Besuchsdienst der Gemeinde ist der älteste des ganzen Kirchenkreises und schon seit über 40 Jahren aktiv. Mit den Nachbarkirchengemeinden Essern, Warmsen und Uchte gibt es eine langjährige und breit aufgestellte Zusammenarbeit. So werden immer wieder große Gottesdienste regional organisiert und abgehalten. Zudem gestalten alle vier Gemeinden in jedem Jahr eine Sommerkirche zu unterschiedlichen Themen (Taufe, Reformation, …).
Historisch spannend ist die Geschichte der Daniels-Kirche. Zum einen, da sie bis zum Jahr 2000 noch gar keinen Namen trug, zum anderen, da sie von eben jenem Daniel nach der Zerstörung im Dreißigjährigen Krieg wieder erbaut worden ist. Die vorherige Strohdachkirche war nach wiederholten Soldaten-Plünderungen 1636 durch schwedische Kanonen in Brand geschossen und total zerstört worden. Ein Neubau der einzigen Kirche für das gesamte Amt Diepenau im Südostteil der zum Fürstentum Lüneburg gehörenden Grafschaft Hoya erschien in der anhaltenden Armut fast völlig unmöglich. Etwa 20 Kilometer nordwestlich von Minden in Westfalen, das von den Kriegswirren ebenfalls hart betroffen war, drohten Verrohung und Hunger, Seuchen und Feuersnöte, eine Besinnung auf Gott und den Bau eines neuen Gotteshauses unmöglich zu machen. Zu dieser Zeit war Daniel Sarninghausen (1583-1656) Pastor der Gemeinde und ließ nichts unversucht, Gelder für den Wiederaufbau zu sammeln. Er reist in die umliegenden Kirchspiele und schickte andere Gesandte los. Der Erfolg war eher mäßig. Daher entschied er sich zu einem drastischen und auch gefährlichen Schritt: Er fragte die Eroberer, die zugleich auch Zerstörer der Kirche waren! Bei ihrem Siegesgelage bat Pastor Sarninghausen nicht nur die schwedischen Offiziere und Soldaten, sondern auch den Feldherrn Graf Hans Christoph von Königsmarck selbst um eine Spende. Sein Einsatz hatte sich gelohnt: Er bekam, wahrscheinlich aus der Kriegsbeute, die erstaunlichen Summe von 300 Dukaten, was einen sehr soliden Grundstock ergab. Der Neubau wurde zudem von Herzog Wilhelm von Braunschweig-Lüneburg als dem evangelischen Landesherrn gefördert. Er verewigte sich dementsprechend mit seinem Privatwappen und der Jahreszahl 1641 außen über der Kirchentür.

### Vereine
Schützenverein Lavelsloh mit Spielmannszug, Sportclub (SC) Viktoria Lavelsloh, DRK Diepenau/Lavelsloh, Gewerbebund Lavelsloh-Diepenau, Freiwillige Feuerwehr Diepenau, DA Hackerverein Lavelsloh, Jugendfeuerwehr Diepenau, MTV Diepenau (Faustball)

### Regelmäßige Veranstaltungen
- Jährliches großes Schützenfest mit Bürgerschießen des Schützenvereins Lavelsloh e. V. am letzten Wochenende im August
- Jährlicher bis weit in Nordrhein-Westfalen bekannter Lavelsloher Herbstmarkt am zweiten Oktoberwochenende
- Jährliches großes Frühlingsfest im Ortsteil Lavelsloh, veranstaltet vom Gewerbeverein Lavelsloh/Diepenau e. V.
- Jährliches großes Faustballturnier des MTV Diepenau im August

## Verkehr
- Straße: Durch den Ort führt die Landesstraße 348 von Uchte nach Diepenau. Die Bundesstraße 61 verläuft östlich in 13 km Entfernung, die B 239 westlich, 9 km entfernt. Die Bundesautobahnen sind noch weiter entfernt.
- Schiene:  Der Haltepunkt Lavelsloh-Diepenau liegt an der Bahnstrecke Uchte–Rahden. Es findet kein täglicher SPNV statt; lediglich saisonal verkehren Züge der Museumsbahn[2].

## Söhne und Töchter des Ortes
- Georg Quellhorst (1770–1836), Orgelbauer in den Niederlanden und in Deutschland
- Willi Jasper (1945–2023), Publizist und Professor für deutsch-jüdische Literaturgeschichte an der Universität Potsdam
- Inge Howe (* 1952), Krankenschwester und von 2000 bis 2017 Abgeordnete für die SPD im Landtag von Nordrhein-Westfalen